# Matt Clark
Matt Clark (25 de noviembre de 1936) es un actor estadounidense, mayormente conocido por sus papeles en el género western.
Clark dirigió la película Da de 1988, así como un episodio de la serie de televisión CBS Schoolbreak Special y dos episodios de la serie de televisión Midnight Caller. También escribió la historia de la película Homer de 1970 y participó en filmes como The Adventures of Buckaroo Banzai Across the 8th Dimension (1984), Back to the Future Part III (1990) y Las aventuras de Jeremiah Johnson (1972).

## Biografía
Clark nació en Washington D. C. hijo de Theresa (de soltera Castello), maestra, y Frederick William Clark, carpintero. Después de servir en el ejército, asistió a la universidad en la Universidad George Washington, pero luego la abandonó. Después de trabajar en varios puestos, se unió a un grupo de teatro local de D.C. Más tarde se convirtió en miembro de la compañía Living Theatre de Nueva York y trabajó fuera de Broadway y en un teatro comunitario a finales de la década de 1950.
Participó en dos episodios de la serie La pequeña casita de la pradera (Little House on the Prairie) interpretando a dos personajes distintos, pero en papeles muy similares; un padre que pierde a su hijo por una peste que azota a la aldea.